# Poecilomorpha mashuana
Poecilomorpha mashuana es una especie de coleóptero de la familia Megalopodidae.

## Distribución geográfica
Habita en Salisbury.